# Schwörhaus (Schwäbisch Gmünd)

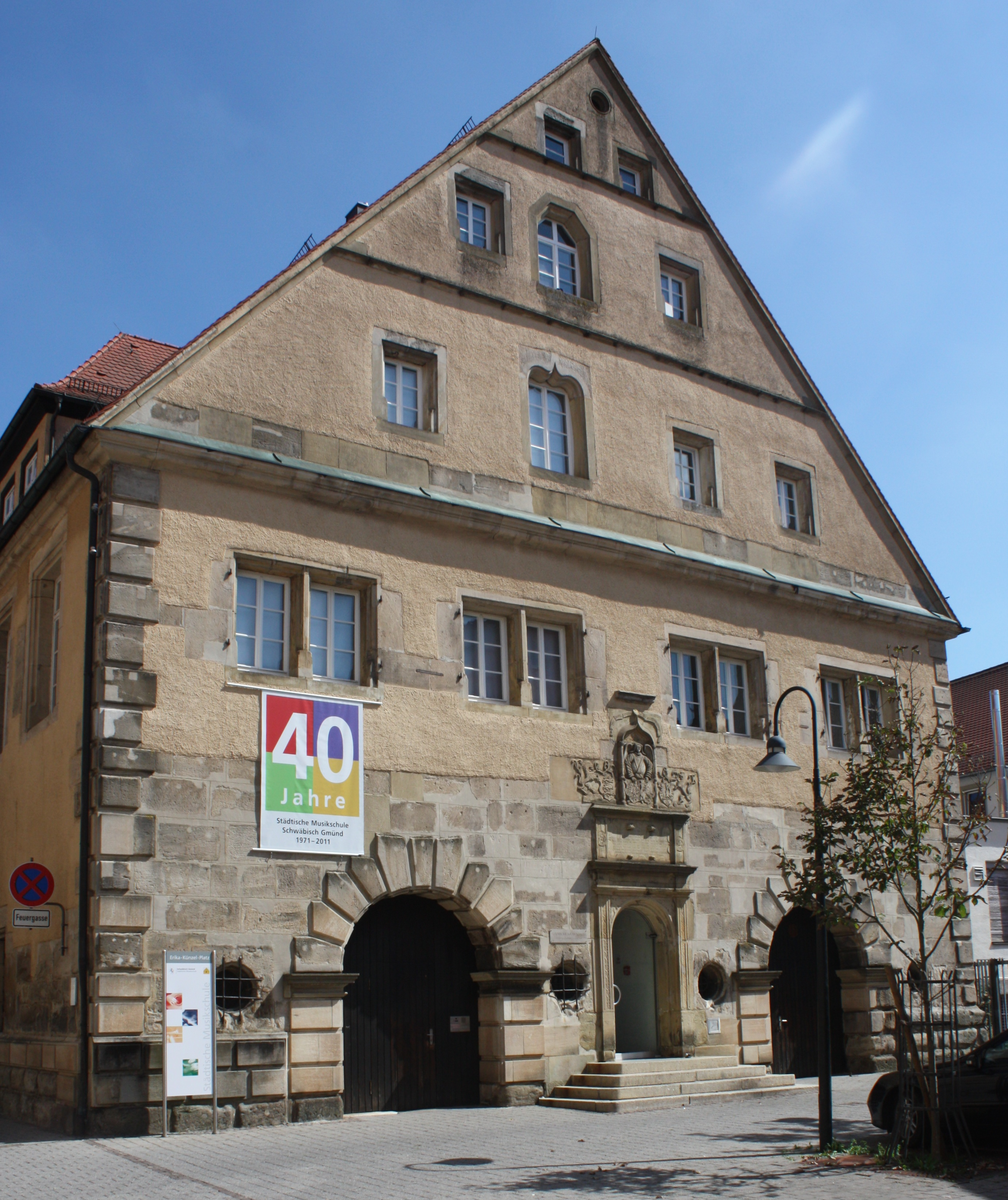
Westfassade

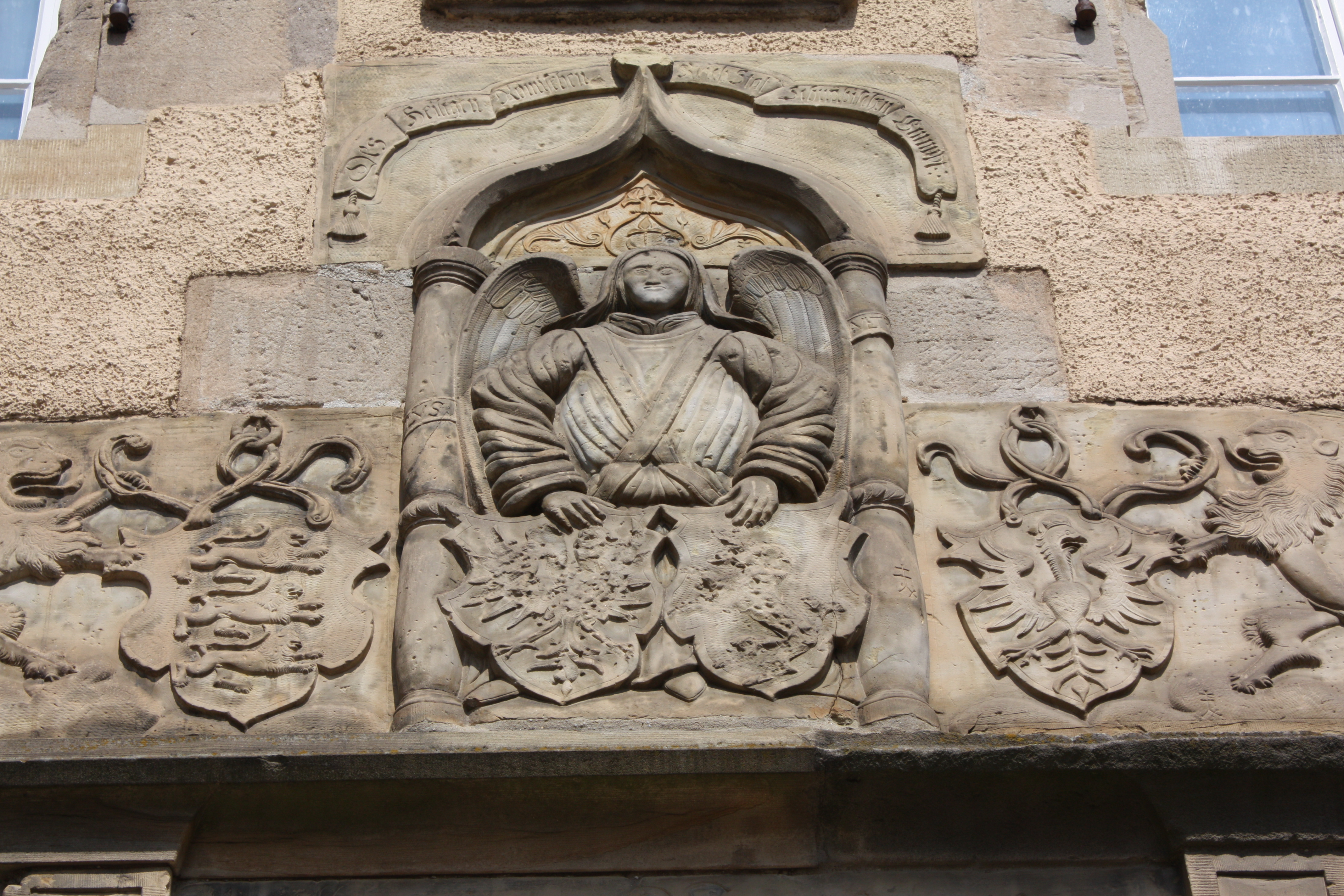
Wappen über der Tür

Das Schwörhaus (häufig auch Schmalzgrube, selten Visierhaus) ist eines der letzten erhaltenen Renaissancegebäude in Schwäbisch Gmünd.

## Bezeichnungen
Das Gebäude wird unter mehreren Bezeichnungen geführt. Die seltenste ist Visierhaus und geht auf die frühe Nutzung zurück, als Haus des Visierers, ein öffentliches Amt, das sich mit der Bestimmung von Flüssigkeitsmengen und dem Einziehen der Weinsteuer befasst hat.
Die Bezeichnung Schmalzgrube geht auf die Nutzung des Gewölbes im Erdgeschoss zurück, wo sich neben dem Kornhaus städtische Vorratskammern befanden und das Auswiegen von Schmalz stattfand. Diese Bezeichnung ist in der Bevölkerung noch immer geläufig und war bis Mitte der zweiten Hälfte des 20. Jahrhunderts die hauptsächliche Bezeichnung für das Gebäude. Von 1831 bis 1886 trug auch die angrenzende Gasse diesen Namen.
Der Begriff Schwörhaus war schon früh ein Beiname des Hauses. Seit 1343 ist belegt, dass am Laurentiustag, im Spätmittelalter am Georgitag, die Bürgerschaft auf den Bürgermeister schwor. Seit 1529 wurde dies an dieser Stelle, zunächst im Vorgängerbau, vollzogen. Nach 1802, mit dem Übergang der Reichsstadt an Württemberg, wurde diese Handlung überflüssig. Der Name Schwörhaus wurde in der zweiten Hälfte des 20. Jahrhunderts für dieses Gebäude neu etabliert, setzte sich aber nur sehr langsam in der Bevölkerung durch.

## Geschichte
1380 kaufte das Kloster Königsbronn den Königsbronner Hof, das Vorgängergebäude an dieser Stelle, das 1465 an die Stadt verkauft wurde. 1589 brannte dieser Bau aufgrund von Unachtsamkeit des Visierers und seines Kanzleischreibers ab, worauf 1591 der Neubau unter Leonard Völkle und Kaspar Vogt d. Ä., Vater des Kaspar Vogt, erstellt wurde. Neben der Nutzung als Visier-, Schwör- und Lagerhaus, wurde ein Gefängnis eingerichtet. Ab 1756 eröffneten die benachbarten Gmünder Franziskaner ein Gymnasium im Haus, ebenfalls wurde der große Saal zum städtischen Theater, das dort bis ins späte 19. Jahrhundert untergebracht war. Das Gymnasium überstand die Säkularisation und wurde später zur Musterschule des Gmünder Lehrerseminars. Wie in der Fuggerei war auch in diesem Bau im Erdgeschoss zeitweilig eine Gewehrfabrik untergebracht.
Als 1828 die Gravierschule in dem Gebäude untergebracht wurde, teilte man den Saal, 1864 wurde ein weiterer Zugang für das Theater geschaffen. 1888 bis 1918 diente ein Saal des Gebäudes als Synagoge, außerdem war die Feuerwehr im Haus untergebracht. 1920 wurden nochmals umfangreichere Umbauarbeiten vorgenommen, unter anderem wurde ein weiteres Treppenhaus eingezogen und das Dach teilweise ausgebaut. Später wurde die Kaufmännische Berufsschule dort untergebracht.
1976 wurden bei Restaurierungsarbeiten die Zwischenwände des großen Saals größtenteils wieder entfernt. Bis heute dient das Gebäude der 1971 wiedergegründeten Städtischen Musikschule als Schulhaus.